# Biserica Schitul Darvari
Schitul Darvari, ctitorit în anul 1834 de către căminarul Mihail Darvari și soția sa Elena, se află central în București, pe Strada Schitul Darvari nr. 3, sector 2. Biserica a fost inițial o biserică de lemn fără turlă și păzită de ziduri groase, cu hramul „Învierea Sfântului Lazăr”. 
Mai târziu au fost chemate 12 călugărițe pentru a se îngriji de biserică și pentru a cânta la slujbe. În anul 1864, schitul a fost închis, însă s-a redeschis, când călugări români de la Schitul Prodromu din Muntele Athos primesc în anul 1869 îngăduință de la familia ctitorilor de a se adăposti în schit. 
În anii 1933-1934 Schitul Darvari a fost restaurat de către nepotul ctitorului, iar biserica a fost pictată în frescă de Iosif Keber, în stil neo-bizantin. În 1959 schitul a fost închis de către autoritățile comuniste iar cei 13 călugări viețuitori aici și starețul lor, au fost mutați la Mănăstirea Cernica. Schitul a fost redeschis abia în 1996, de Patriarhul Teoctist Arăpașu, iar din februarie 2020 a devenit Paraclis Patriarhal.
Schitul a fost declarat „monument istoric” cu cod LMI B-II-m-B-19656, sub denumirea Biserica "Sf. Împărați Constantin și Elena" - Schitul Darvari.

## Stareți
- Ambrozie Meleacă (1996–2000)